# Anjoman Horriyyat Nsevan

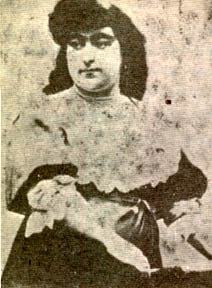
Prinsessan Zahra Khanom Tadj es-Saltaneh, en av rörelsens mer kända medlemmar.

Anjoman Horriyyat Nsevan ("Föreningen För Kvinnors Frihet") var en persisk organisation för kvinnors rättigheter, grundad 1907.

## Bakgrund
Under rörelsen för den Konstitutionella revolutionen i Persien 1905–1911 bildades en mängd hemliga politiska klubbar och föreningar i Persien, av den intellektuella elit som ingick i den konstitutionella reformrörelsen. Dessa föreningar diskuterade och debatterade en modernisering av samhället i Iran, och bland de saker som diskuterades var kvinnans ställning. 

## Historik
Med undantag för religiösa minoriteter och en liten klick västinfluerade intellektuella levde en stor del av kvinnorna i Persien vid denna tid isolerade från det offentliga samhället i ett könssegregerat haremsliv. 
Anjoman Horriyyat Nsevan bestod av både män och kvinnor, och dess syfte var inte enbart att diskutera frågor om kvinnans ställning, utan att över huvud taget vänja kvinnor vid att diskutera med och hålla tal inför män, vilket skulle vara nödvändigt om kvinnor i framtiden skulle lämna haremslivet och delta i samhällslivet. Endast kvinnor fick hålla tal i föreningen, men även män deltog i diskussionerna. Detta var inte formellt förbjudet men mycket kontroversiellt i en tid och kultur när kvinnor normalt inte fick träffa och umgås med män utanför familjen, särskilt inte inom medel- och överklassen. 
Mötena hölls i hemlighet och ingen fick delta i dem ensam, endast i sällskap av familjemedlemmar. Rörelsen förespråkade att kvinnor borde lämna haremet och delta i det offentliga livet, och få rösträtt när väl ett parlamentariskt system hade införts i Persien. 
Bland dess medlemmar nämns: Mirza Baji Khanum, Navab Samii, Sedigheh Dolatabadi, Mireh Khanum, Golin Khanum Aghgar, Afsar Saltanah, Shamsolmuluk Joyurkalam, Afandiyeh Khanum, Zandokht Shirazi och prinsessorna Eftekhar al-Saltanah och Taj al-Saltanah.

## Efterspel
Gruppen var illegal och informell, då politiska föreningar inte var tillåtna i Persien före införandet av ett parlament 1911. Det hade varit den Konstitutionella rörelsens mål, men sedan det var uppnått inkluderades inte kvinnlig rösträtt i det nya systemet. En av rörelsens medlemmar, prinsessan Taj al-Saltanah, ledde vid ett tillfälle en protestmarsch av kvinnor till parlamentet. En del reformer inträffade, så som grundandet av skolor för flickor, men haremslivet upphävdes inte, och någon kvinnlig rösträtt infördes inte. Den persiska kvinnorörelsen, som kände besvikelse över detta, organiserade sig så småningom i offentliga kvinnoföreningar, främst Jam'iyat-e Nesvan-e Vatankhah. 